# Cambaie
Cambaie est un quartier de Saint-Paul, commune française de l'île de La Réunion, dans le sud-ouest de l'océan Indien. Il occupe le nord-ouest du territoire communal. Il abritait autrefois l'antenne Oméga, un émetteur radio de plus de 400 mètres de haut. On y trouve aujourd'hui la base ULM de Cambaie, le Ciné Cambaie et le stade Paul-Julius-Bénard, entre autres.